# National Baton Twirling Association
La NBTA (National Baton Twirling Association) est une fédération sportive du twirling bâton, un sport mêlant danse, gymnastique et l'utilisation d'un bâton.

## Qu'est ce que le twirling bâton?
Le twirling bâton est un sport né aux États-Unis dans les années 30.
« Twirling » fait référence aux mouvements (signifie tourbillonner en anglais).
« Bâton » fait référence à l'utilisation du bâton dans les chorégraphies.
Ce sport qui n'est toujours pas reconnu (absence aux JO...) dans tous les pays du Monde, est cependant en plein essor. En effet, ce sport est apparu dans des émissions de télévision comme « Incroyable Talent » de M6, ou encore « La Star Academie » de TF1. 

## Historique
1935. Les premières compétitions apparaissent aux États-Unis.
1945. Création de National Board of Technical Advisons aux USA devenue par la suite National Baton Twirling Association.
1951. 1er championnat officiel de NBTA.
1956. Pierre Bel, jongleur professionnel international, découvre aux USA le Twirling Baton.
1961. Pierre Bel fait découvrir ce sport aux Français.
1968. Apparition des premiers championnats de France.
1969. Christine Bel (fille de Pierre Bel), Championne de France.
1970. Les compétitions sportives NBTA se multiplient en France et NBTA se développe en Europe.
1980. Décès de Pierre Bel : un open international est créé en son honneur.
1984. Création de la Fédération NBTA-Europe à Marseille.
Création de la Fédération Sportive Nationale de Twirling NBTA à Marseille, organisée en 10 régions : elle adopte les règlements et le label NBTA.
1988. Championnat d’Europe NBTA à Lyon.
1990. Championnat du Monde, le Mondial NBTA (tous les 3 ans) à Amsterdam.
1993. Championnat du Monde NBTA à Marseille, au Palais des Sports.
1996. Championnat du Monde NBTA à Brescia (Italie).
2000. Championnat du Monde NBTA à Birmingham (Angleterre).
2004. Championnat d'Europe NBTA à Édimbourg (Écosse - Royaume-Uni).
2005. Championnat d'Europe NBTA à Syracuse (Sicile - Italie).
2006. Championnat du Monde NBTA à Eindhoven (Hollande).
2007. Championnat d'Europe NBTA en Croatie.
2008. Championnat d'Europe NBTA en Espagne.
2009. Championnat du Monde NBTA à Gend (Belgique)

## Disciplines et catégories
Disciplines :
- Strutting
- Solo un et deux bâtons
- Duo
- Danse solo
- Equipe twirling
- Danse twirl
- Equipe Pompoms
- Bannières
- Groupe
- Showcorps

Catégories :
- Poussin
- Minime
- Cadette
- Pré-junior
- Junior
- Sénior
- Adulte

Les catégories varient selon 3 niveaux:
- Préliminaire
- Intermédiaire
- Avancé

## Les grandes compétitions
Généralement les petites compétitions ou "opens" (compétitions non-nationales) se déroulent sur une journée et les grandes compétitions (nationales) se déroulent durant tout un week-end dans de grandes villes (différentes à chaque compétition et chaque année).
Le calendrier de chaque année varie très peu :
- Le millénaire (fin novembre) : pré-sélections pour le championnat d'Europe ou du Monde.
- Le bâton d'or (février) : sélection pour le championnat d'Europe ou du Monde remise du "Bâton d'or" au twirleur le plus méritant (peuvent uniquement participer les twirleurs en catégorie avancée).
- Championnat d'Europe ou du Monde (avril).
- Sélectifs régionaux (fin avril) : sélections pour le Grand National (championnat de France).
- Grand National (fin mai).